# Limes Sarmatiae

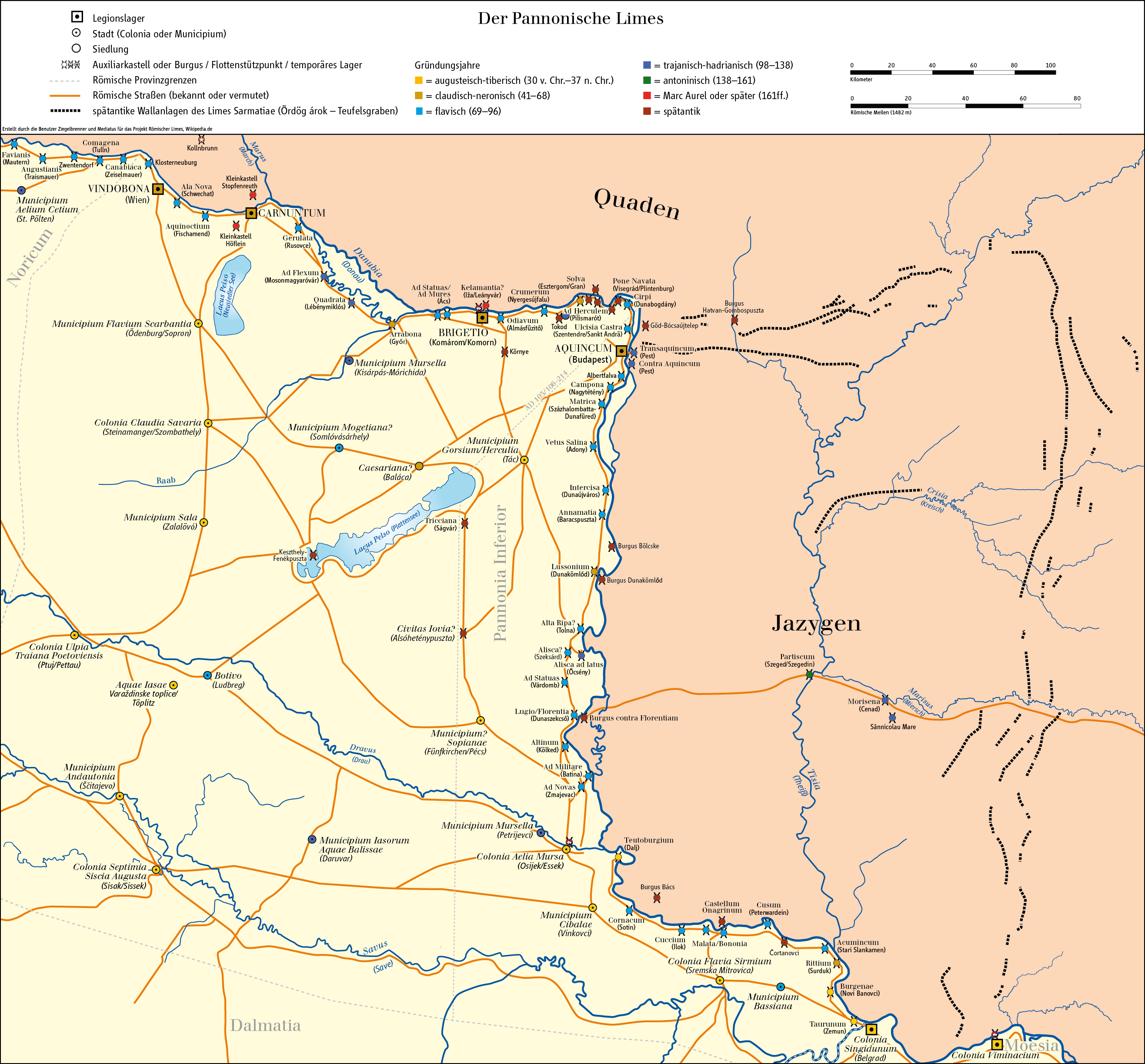
Der pannonische Limes mit dem Wallsystem des Limes Sarmatiae

Wallsysteme in Pannonien und Dakien

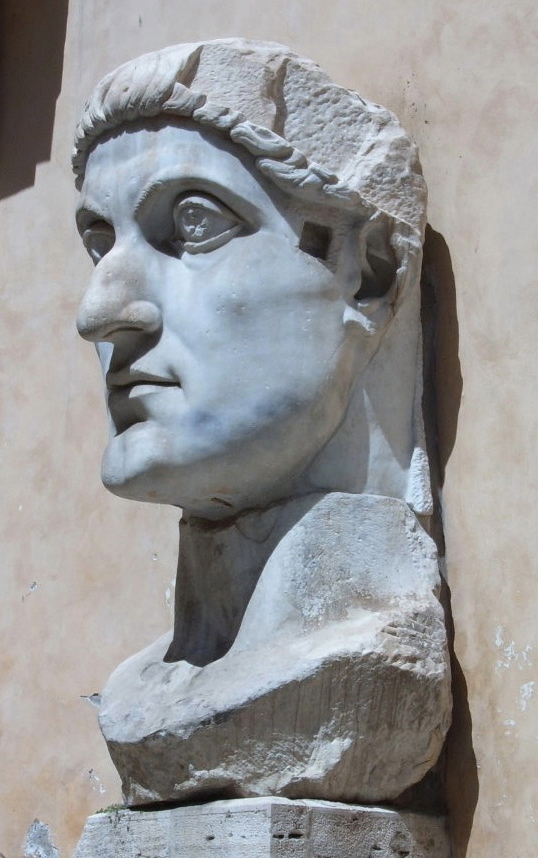
Konstantin I., Büste im Kapitolinischen Museum, Rom

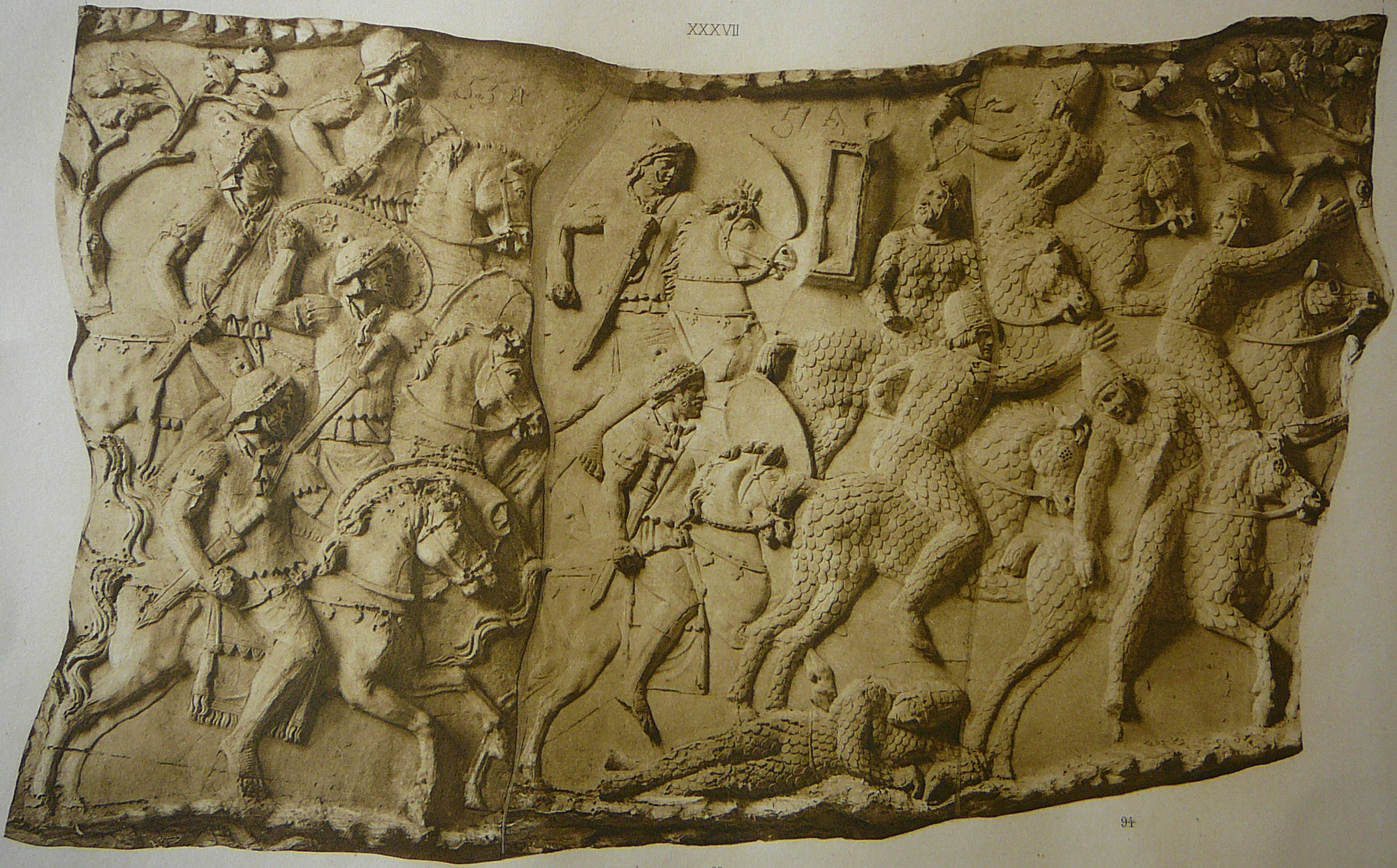
Trajansäule: Römische Kavallerie greift sarmatische Panzerreiter an.

Als Limes Sarmatiae wird ein römisches Erdwall- und Grabenliniensystem (ungarisch: Ördögárok = Teufelsgraben) im heutigen Zentralungarn östlich der Donau bezeichnet. Die Ursprünge der weiträumig gegliederten Sperranlagen lassen sich möglicherweise bis ins späte 2. Jahrhundert zurückverfolgen. Ihren umfangreichen Ausbau erfuhren die Grenzanlagen jedoch erst im 4. Jahrhundert zum Schutz und zur Kontrolle des Gebietes der Sarmaten, einem mit Rom verbündeten Reitervolk und der pannonischen Provinzen gegen Invasoren aus dem Osten. Die Reste der Erdwerke erstrecken sich über die Ungarische Tiefebene und Teile Rumäniens und Serbiens. Sie sind auch noch unter dem Namen Csörsz árok (Csörsz = Graben) bekannt und wurden vermutlich während der Regierungszeit von Konstantin dem Großen (306–337) oder Konstantin II. (337–340) errichtet.

## Lage
Die Sperranlagen bestehen aus mehreren Reihen hintereinandergestaffelter Erdwälle und Gräben, die den Raum der großen ungarischen Tiefebene um den Fluss Tisia (Tisza = Theiß) vor Feinden abschirmen sollte. Sie erstreckten sich einst vom Donauknie bis Aquincum, dem heutigen Budapest, ostwärts entlang der Erhebungen der nördlichen Karpaten bis in die Nähe der Stadt Debrecen, und trafen im Süden, beim Legionsstandort Viminacium (nahe dem heutigen Stari Kostolac) wieder auf den Donaulimes.

## Befestigungen am Donaulimes
Am Donauknie begann das nördliche Wallsystem nahe dem römischen Brückenkopf Verőcemaros-Dunamező, diesen Limesabschnitt hatten die Römer besonders stark gesichert. An dieser Strecke wurde auch – möglicherweise unter Constantius II. – das Lager von Visegrád (Pone Navata) angelegt. Auch der Bau des benachbarten Lagers von Pilismarot (Castra ad Herculem) fällt vielleicht schon in diese Zeit.
Während der ersten Regierungsjahre Valentinians I. (364–375) wurde möglicherweise u. a. auch die Festung von Hideglelöskereszt erbaut. Zwischen Visegrád und Esztergom wurden alleine auf einer Strecke von ca. 20 km bis zu 24 neue Wachtürme und Kleinkastelle angelegt. Ihr Bau hing eng mit der Aufschüttung der Wälle des Limes Sarmatiae zusammen, da sie die Stoßkeile angreifender Barbarenvölker gezielt auf diesen Teil des Limes lenken sollten. Eine zweite derartig dichte Festungslinie befand sich erst wieder an der unteren Donau (Mösien), zwischen Viminiacum und Drobeta, am südlichen Endpunkt des sarmatischen Wallsystems.

## Befestigungen östlich der Donau
Nicht vergessen werden dürfen in diesem Zusammenhang auch die zahlreichen spätantiken Brückenköpfe wie z. B. der Burgus Tahitótfalu-Balhavár und der Burgus Szentendre-Dera. Hauptaufgabe ihrer Besatzungen waren wohl Überwachung und Signalweitergabe. Es waren kleinere, architektonisch weitgehend einheitlich gestaltete, Wehranlagen für die ein großes zentrales Kernwerk, meist auf zwei Pfeiler gestützt und bis zum Donauufer verlaufende Flügelmauern mit kleineren Turmbauten an deren Enden, charakteristisch waren (Ländeburgus). Durch sie konnten auch die größeren Donauinseln (Szentendre-Insel), z. B. durch Stationierung von Patrouillenbooten in jedem Burgus gesichert werden. Sie dienten im Krisenfall als sichere Landeplätze für Flussübergänge der römischen Armee, aber auch zur Kontrolle der sarmatischen Verbündeten. Aufgrund großer Mengen verbrannten Getreides, die man vereinzelt in ihnen fand, könnten sie auch als Versorgungsspeicher herangezogen worden sein. Eine gewisse Rolle könnte vielleicht auch der Klein- und Binnenhandel gespielt haben da in einem der Türme ein Bronzegewicht zum Vorschein kam.
Neben diesem dichten Sperrriegel errichteten die Römer auch entlang des Walles vorgeschobene Außenposten, wie den genau zwei Tagesmärsche östlich der Donau, im Barbaricum gelegenen Burgus Hatvan-Gombospuszta sowie die in valentinianischer Zeit angelegte, jedoch nie vollendete große Festung von Göd-Bócsaújtelep, die oft auch als Gegenstück zu dem auf römischen Reichsgebiet angelegten Donaukastell Constantia bezeichnet wurde, tatsächlich aber als westlichste Grenzgarnison des Limes Sarmatiae angesehen werden muss. Möglicherweise hängt ihre Aufgabe mit dem kurz nach Tod Valentinians I. erfolgtem Ende des Limes Sarmatiae zusammen.

## Entwicklung
Nach dem Einfall der Goten in das Karpatenbecken in den Jahren von 269 bis 270 wurde unter Aurelian das zu stark exponierte Dakien aufgegeben und von Armee und Verwaltung geräumt. Die Angriffswellen der Barbarenvölker prallten nun wieder direkt auf dem Donaulimes. Bei einem eventuellen Durchbruch, wie schon 258 bis 260 geschehen, wären die Einfallstore in das Kernland des Reiches, Italien, weit geöffnet gewesen. Die Interessen der Sarmaten und der Römer waren in diesem Fall also dieselben. Die Angriffe der Goten und Gepiden mussten schon an einem „Vorlimes“ entweder abgewehrt oder ihr Vorstoß abgeschwächt und umgeleitet werden.
289 griffen Vandalen und Gepiden die Goten und Taifalen im nördlichen Transsylvanien (Dakien) an, die wiederum den Druck an die Sarmaten weitergaben und diese langsam gegen den Limes drängten. Kaiser Diokletian (284–305) musste persönlich an der Donau erscheinen und schlug sein Hauptquartier in Sirmium auf. Er bekämpfte sie zunächst allein, später, 294, auch mit Unterstützung seines Mitregenten Galerius. Im Laufe dieser Abwehrkämpfe erlitten die nun von allen Seiten bedrängten Sarmaten schwere Verluste, viele von ihnen wurden nach ihrer Kapitulation ins Reich umgesiedelt, danach herrschte für einige Jahre wieder eine gespannte Ruhe an der pannonischen Grenze.
322 musste die Donaufront erneut verteidigt werden. Konstantin I. bekämpfte in diesen Jahren die in Niederpannonien einfallenden Jazygen, die im Bereich des Kastells Campona angriffen und die Wehranlage in Brand setzten. Dasselbe Jahr oder 323 nutzte auch der Gotenfürst Rausimodus für einen Raubzug über die Donau. Eine erneute Gefahr, die Konstantin wieder zu bannen wusste. Die geschwächten Jazygen mussten sich nun notgedrungen mit den Römern im Rahmen eines Bündnisvertrages arrangieren. Ab diesem Zeitpunkt wurde das Wallsystem erheblich ausgeweitet. Gleichzeitig ließ Konstantin auch die Lager am unteren und mittleren Donaulimes aus- bzw. umbauen, um damit den Grenzschutz noch weiter zu verstärken. 332 kam es aufgrund eines Hilfersuchens der schwer bedrängten Sarmaten erneut zu einem Feldzug gegen die Goten. Konstantin setzte seinen Sohn, den späteren Kaiser Constantius II. als Feldherrn ein. Constantius II. bekämpfte die anrückenden Gotenstämme erfolgreich und brachte ihnen an der Maros – nahe dem Limes Sarmatiae – eine schwere Niederlage bei. Der Krieg wurde noch im selben Jahr mittels eines Gotenfoedus beendet. Sein Abschluss zählt zu den Glanzstücken konstantinischer Außenpolitik. Nun stand ein Teil der Westgoten vertraglich in einem festen Bündnissystem mit Rom. Dies trug zur Befriedung des Grenzabschnitts zwischen den Karpaten und dem Schwarzen Meer bei und sicherte den Römern an der unteren Donau gegen Zahlungen von jährlichen Subsidien auch militärische Unterstützung durch den neuen Bündnispartner zu.
Einige Regionen der Sarmatengebiete blieben jedoch weiterhin unruhig. Um sich gegen die Goten behaupten zu können, hatte der im Banat siedelnde sarmatische Stamm der Argaraganten das von ihnen unterjochte Brudervolk der Limiganten wieder bewaffnet. Diese nutzten aber die günstige Gelegenheit, um sich von ihren Unterdrückern zu befreien. Die Folge war ein lang anhaltender Bürgerkrieg in den die Römer aber nicht intervenierten, da sie ihn als innersarmatische Angelegenheit betrachteten. Später boten sie 334 n. Chr. einigen durch die Kämpfe heimatlos gewordenen Argaraganten neue Wohnsitze auf römischem Reichsgebiet an. Ihre Umsiedlung wurde vom Kaiser persönlich überwacht.
Die möglicherweise bereits unter Konstantin begonnene Verstärkung des pannonischen Donaulimes mit Kastellen, Burgi und befestigten Schiffsländen im Barbaricum wurde, wie das umfangreiche gestempelte Ziegelmaterial aus den dortigen Militäranlagen zeigt, unter Valentinian I. durch die Oberbefehlshaber der Provinz, Terentius und insbesondere Frigeridus, bis um 373 noch erheblich forciert.  Binnen kürzester Zeit konnte mit Hilfe der zahlreichen neuen Militärposten ein noch engmaschigeres Verteidigungsnetz geknüpft werden. Die Schiffsländen garantierten im Ernstfall einen sicherten Donauübergang der römischen Truppen. All diese Aktivitäten erregten jedoch bald den Unwillen des am Ostufer der Donau siedelnden Stamm der Quaden, der sich durch Valentinians breitgefächerte Sicherheitsmaßnahmen herausgefordert fühlte. Als ihr König Gabinius mit Rom in eine Auseinandersetzung um diese Grenzbefestigungen geriet, erhielt er eine Einladung in die pannonische Donauprovinz Valeria. Während eines dort abgehaltenen Banketts wurde der König dann von seinen Gastgebern heimtückisch ermordet. Je nach Quelle (Zosimos und Ammianus Marcellinus) war für diese Tat ein gewisser Celestius oder Marcellianus, der seit 373 in der Valeria amtierende dux, verantwortlich. Daraufhin kam es zu einem Rachefeldzug der über diesen Verrat aufgebrachten Quaden. Sie überquerten die Donau und verwüsteten im Verbund mit den Jazygen die pannonischen Provinzen. Valentinian marschierte daraufhin im Juni 374 mit einer schlagkräftigen Armee in Pannonien ein. Den Truppen unter Führung des dux Moesia, des jüngeren Theodosius, gelang es noch im gleichen Jahr die Invasoren wieder zu vertreiben und die Befestigungen am pannonischen Limes wiederherzustellen. Valentinian wiederum setzte bei Aquincum mit seinen Einheiten über die Donau, drang tief in die quadischen Stammesgebiete ein und zwang sie zum Abschluss eines Vertrages (foedus). Während einer Audienz für die Abgesandten der Jazygen und Quaden im Lager von Brigetio erlag er jedoch am 17. November 375 einem Schlaganfall. Schon bald nach seinem Tod und im Zuge der Auswirkungen der Niederlage der Römer bei der Schlacht von Adrianopel (378), musste auch der Limes Sarmatiae aufgegeben werden.

## Datierung und strategische Bedeutung
Einige Teilstücke der Erdwälle stammen aus dem späten 2. Jahrhundert und wurden wahrscheinlich als Sperrriegel unter Kaiser Mark Aurel (161–180) angelegt. Nach den Markomannenkriegen richteten sich römische Truppen unter anderem auf dem Gebiet der besiegten Jazygen ein, um ihnen die Lebensgrundlage zu entziehen und sie an einer Flucht zu hindern. Dazu könnten einige Abschnitte entlang der jazygischen Siedlungsgrenzen mit Erdwällen gesichert worden sein. Dass Mark Aurel vorgehabt habe, zwei neue Provinzen – Marcomannia und Sarmatia – einzurichten, wie das in der Folge von antiken Historikern dargestellt wurde, ist bis heute umstritten. Bei Forschungen in der Nähe von Mezökövesd und Kötegyan stellte der Archäologe Sándor Soproni (1926–1995) unter den Walldämmen einige Gruben aus dem 2. bis 3. Jahrhundert sowie ein sarmatisches Grab (bei Tarnazsadany) fest, das um 220–300 angelegt wurde. Stratigraphische Untersuchungen erwiesen eindeutig, dass die ersten Wälle in der 2. Hälfte des 3. Jahrhunderts aufgeschüttet wurden.
Die Errichtung solcher Wälle war im Römischen Reich nichts Ungewöhnliches. Sie dienten in Regionen zur Markierung der Reichsgrenze, wo selbige nicht anhand topografischer Gegebenheiten wie etwa Flüsse oder Höhenzüge klar erkennbar war. So z. B. in Germanien, Britannien oder Dakien. Vor allem der Obergermanisch-Rätische Limes weist große Ähnlichkeiten zum Limes Sarmatiae auf. Auch die Bauausführung des sarmatischen Wallsystems zeigt, dass seine Errichtung von römischen Ingenieuren geplant und geleitet worden war.
Die Art der Anlage der Erddämme lässt annehmen, dass sie vor allem den nomadischen Reitervölkern der Völkerwanderungszeit, die meist mit Pferd und Wagen unterwegs waren, das Eindringen in die von den Wällen umgrenzten Gebiete erschweren sollte, ein ernsthaftes Hindernis waren sie aber wahrscheinlich nicht.
Die Erdwerke wurden auch zum Schutz der Jazygen, einem Rom tributpflichtigen Teilstamm der Sarmaten, aufgeworfen, die ebenfalls in der Theissebene siedelten und Pannonien schon im Vorfeld gegen die Einfälle der Goten und der an der oberen Theiss ansässigen Gepiden abschirmen sollten. Der Limes Sarmatiae diente also in erster Linie als Pufferzone und zur Entlastung des Donaulimes, wie auch der sogenannte Konstantinische Wall in der heutigen Walachei, der sich wiederum an den Limes in Mösien anschloss. Der Konstantinswall wurde jedoch am Ende des 4. Jahrhunderts überrannt und von den Römern aufgegeben.